# Jasmin Čuturic
 Jasmin Čuturic  est un joueur slovène de volley-ball né le 5 juillet 1974 à Koper. Il mesure 1,96 m et joue réceptionneur-attaquant.

## Clubs
| Club                | Pays      | De        | À          |
| ------------------- | --------- | --------- | ---------- |
| VfB Friedrichshafen | Allemagne | 1999-2000 | 2000-2001  |
| Nice Volley-Ball    | France    | 2001-2002 | 2001-2002  |
| Tours Volley-Ball   | France    | 2002-2003 | 2002-2003  |
| Adriavolley Trieste | Italie    | 2003-2004 | 2003-2004  |
| Allegrini Bergame   | Italie    | 2004-2005 | 2004-2005  |
| Autocommerce Bled   | Slovénie  | 2005-2006 | avril 2009 |
| Beauvais OUC        | France    | avr 2009  | mai 2009   |

## Palmarès
- Top Teams Cup (1)
  - Vainqueur : 2007
- MEVZA (2)
  - Vainqueur : 2007, 2008
- Championnat de Slovénie (2)
  - Vainqueur : 2007, 2008
- Coupe de Slovénie (3)
  - Vainqueur : 2006, 2007, 2008
- Championnat d'Allemagne (2)
  - Vainqueur : 2000, 2001
- Coupe d'Allemagne (1)
  - Vainqueur : 2001
- Championnat de France 
  - Finaliste : 2003
- Coupe de France (1)
  - Vainqueur : 2003